# 1917 코파 델 레이 결승전
1917 코파 델 레이 결승전(스페인어: La Final de la Copa del Rey de 1917)은 스페인의 컵대회인 코파 델 레이의 15번째 결승전이다. 이 경기는 1917년 5월 13일, 바르셀로나의 라 인두스트리아에서 열렸다. 경기는 20분의 연장전 이후에도 득점 없이 무승부로 끝났다. 이틀 후 재경기가 같은 경기장에서 벌어졌고, 같은 주심이 중재했다. 경기는 정규 시간을 1–1로 끝내고 20분의 연장전에 도입되었다. 양 선수단 모두 그 시간 내에 득점하는 데에 실패했고, 따라서, 20분의 연장전이 더 주어졌다. 두 번째 연장전이 진행될 때 마드리드 축구단의 리카르도 알바레스가 결승골을 기록하였다. 그에 따라 마드리드 축구단이 통산 5번째 대회 우승을 거두었다.

## 본경기 상세 정보
| 마드리드 축구단 | 0–0 (연장전) | 아레나스 게초 |
| --------------- | ------------ | ------------- |
|                 |              |               |

| 마드리드 · 축구단 | 아레나스 · 게초 |

| 마드리드 축구단 |    |                            |
|                 |    |                            |
| GK              | 1  | 에두아르도 테우스          |
| DF              | 2  | 호세 안토니오 에리세       |
| DF              | 3  | 호세 무히카                |
| MF              | 4  | 리카르도 알바레스          |
| MF              | 5  | 알베르토 마침바레나 (주장) |
| MF              | 6  | 에울로히오 아랑구렌        |
| FW              | 7  | 안토니오 데 미겔           |
| FW              | 8  | 호세 마리아 산시네네아     |
| FW              | 9  | 르네 프티                  |
| FW              | 10 | 루이스 사우라              |
| FW              | 11 | 소테로 아랑구렌            |
| 감독:           |    |                            |
| 아서 존슨       |    |                            |

| 아레나스 게초: |    |                       |
|                |    |                       |
| GK             | 1  | 호세 마리아 하우레기  |
| DF             | 2  | 페드로 바야나         |
| DF             | 3  | 오르마에체아          |
| MF             | 4  | 구메르신도 우리아르테 |
| MF             | 5  | 페드로 바르투렌       |
| MF             | 6  | 호세 마리아 페냐      |
| FW             | 7  | 수비아가              |
| FW             | 8  | 차초 곤살레스         |
| FW             | 9  | 무뇨스                |
| FW             | 10 | 마누엘 수아레스       |
| FW             | 11 | 플로렌시오 페냐       |

## 재경기 상세 정보
| 마드리드 축구단                        | 2–1 (연장전) | 아레나스 게초       |
| -------------------------------------- | ------------ | ------------------- |
| 르네 프티 75′ · 리카르도 알바레스 113′ |              | 15′ 마누엘 수아레스 |

| 마드리드 · 축구단 | 아레나스 · 게초 |

| 마드리드 축구단: |    |                            |
|                  |    |                            |
| GK               | 1  | 에두아르도 테우스          |
| DF               | 2  | 호세 안토니오 에리세       |
| DF               | 3  | 호세 무히카                |
| MF               | 4  | 리카르도 알바레스          |
| MF               | 5  | 알베르토 마침바레나 (주장) |
| MF               | 6  | 에울로히오 아랑구렌        |
| FW               | 7  | 안토니오 데 미겔           |
| FW               | 8  | 호세 마리아 산시네네아     |
| FW               | 9  | 르네 프티                  |
| FW               | 10 | 페르난도 무기로            |
| FW               | 11 | 소테로 아랑구렌            |
| 감독:            |    |                            |
| 아서 존슨        |    |                            |

| 아레나스 게초: |    |                       |
|                |    |                       |
| GK             | 1  | 호세 마리아 하우레기  |
| DF             | 2  | 페드로 바야나         |
| DF             | 3  | 오르마에체아          |
| MF             | 4  | 구메르신도 우리아르테 |
| MF             | 5  | 페드로 바르투렌       |
| MF             | 6  | 호세 마리아 페냐      |
| FW             | 7  | 도밍고 카레아가       |
| FW             | 8  | 차초 곤살레스         |
| FW             | 9  | 무뇨스                |
| FW             | 10 | 마누엘 수아레스       |
| FW             | 11 | 플로렌시오 페냐       |

| 코파 델 레이 1917 우승     |
| -------------------------- |
| 마드리드 축구단 5번째 우승 |